# Dalquestia
Dalquestia is een geslacht van hooiwagens uit de familie Globipedidae. De wetenschappelijke naam Dalquestia is voor het eerst geldig gepubliceerd door Cokendolpher in 1984. 

## Soorten
Dalquestia omvat de volgende 6 soorten:
- Dalquestia concho
- Dalquestia formosa
- Dalquestia grasshoffi
- Dalquestia leucopyga
- Dalquestia rothorum
- Dalquestia rugosa